# Chastel-Arnaud
Chastel-Arnaud település Franciaországban, Drôme megyében. Lakosainak száma 48 fő (2022. január 1.). Chastel-Arnaud La Chaudière, Espenel, Saint-Benoit-en-Diois, Saint-Sauveur-en-Diois, Saou és Saillans községekkel határos.

## Népesség
A település népességének változása:
| Lakosok száma | 7    | 13   | 16   | 49   | 42   | 40   | 40   | 43   | 44   | 48   |
|               | 1968 | 1982 | 1990 | 2006 | 2013 | 2015 | 2017 | 2019 | 2020 | 2022 |